# هوارد تايلور (رسام)
هوارد تايلور (بالإنجليزية: Howard Taylor)‏ هو رسام أسترالي، ولد في 29 أغسطس 1918، وتوفي في 19 يوليو 2001.